# Lixus
Lixus (berbersko: ⵍⵓⴽⵓⵙ, feničansko: 𐤋𐤊𐤅𐤔) je starodavno mesto, ki so ga ustanovili Feničani (8.–7. stoletje pr. n. št.) pred mestom Kartagino. Njegova značilnost je, da je bilo stalno naseljeno od antike do islamske dobe in ima ruševine iz feničanskega obdobja (8.–6. stoletje pr. n. št.), punskega obdobja (5.–3. stoletja pr. n. št.), mavretanskega obdobja (2. stoletje pr. n. št.–50 n. št.), Rimskega obdobja (50–6. stoletje n. št.) in islamskega (12.–15. stoletje n. št.) obdobja.

## Geografija
Arheološko najdišče Lixus je v današnjem Maroku severovzhodno od mesta Larache (70 km južno od Tangerja) na desnem bregu reke Loukkos, 4 km od obale. Lixus je bil zgrajen na hribu 80 metrov nad morsko gladino in je pokrival 70 hektarjev, dominiral nad atlantsko obalo in dolino, ki jo tvori reka Loukkos. Na jugu in jugozahodu ga obdajajo močvirne ravnice, v katerih so nastale soline. Na Unescov poskusni seznam svetovne dediščine je bil dodan 1. julija 1995 v kategoriji kulture. Ministrstvo za kulturo je v sporočilu za javnost iz leta 2019 navedlo, da izvaja strategijo kulturnega in gospodarskega razvoja, z namenom, da si prizadeva za uradno uvrstitev Lixusa na Unescov seznam svetovne dediščine.

## Ime
Uradni jezik je bil punski, uporabljal se je pri izdajah mestne avtonomne valute od 2. stoletja pr. n. št., ime mesta se pojavlja na kovancih v punskem jeziku kot tričlenik LKS, v latinščini pa kot LIX in LIXS (obrazec Lixus / Lixos je posvečen grško-latinska tradicija).[6]

## Legende
Tako oddaljen kraj je bil predmet mitov, tukaj naj bi bil vrt Hesperid z zlatimi jabolki in Antejeva palača. Arheološko najdišče nas s svojimi ostanki spominja na dolgo fazo starodavne zgodovine države, spomni pa nas tudi na tisočletja stare legende o Okeanu, rimskem bogu oceanov, Herkulu in treh zlatih jabolkih, legendarnem boju Herkula in Antaja, Tezeja, ki ubije Minotavra in o Herkulu, ki loči Afriko od Evrope. Plinij starejši poroča o več »pravljičnih zgodbah«: »Tukaj je bila kraljeva palača Antaja, njegov boj s Herkulom in vrtovi Hesperid so bili tukaj ..... Herkul je moral vstopiti v ta vrt, da bi ukradel zlata jabolka; vhod je varoval zmaj...» Plinij je v tem zmaju videl alegorijo reke, ki jo opisujejo številni meandri.

## Zgodovina
Feničani so se najprej naselili v Lixusu v 8. ali 7. stoletju pred našim štetjem. Mesto je postalo del verige feničanskih mest vzdolž atlantske obale starodavnega Maroka; druge večje naselbine bolj proti jugu so bile Chellah (ki so jo Rimljani imenovali Sala Colonia) in Mogador (Essaouira). Ko je Kartagina med punskimi vojnami padla pod Rim, so Liksus, Chellah in Mogador postali postojanke province Tingiške Mavretanije.
Lixus je ohranil svoj strateški pomen, zlasti pod Jubo II. in njegovim sinom Ptolemajem Mavretanskim. Industrijski kompleks nastal v času vladavine Jube II., je bil največji in najpomembnejši v celotnem Sredozemlju. Ribolov in vinogradništvo sta bila glavna gospodarska vira mesta, kar lahko sklepamo po grozdih in tunu, ki so krasili njihove kovance. Pristanišče Lixus je imelo pomembno vlogo v atlantski trgovini, saj hrib Tchoummich popolnoma ustreza pogojem, ki so jih iskali feničanski pomorščaki, katerih gospodarske dejavnosti so bile tesno povezane z morjem.
Zadnjega mavrskega kralja je okoli leta 40 našega štetja ubil rimski cesar Kaligula. Od takrat naprej je Liksus postal del Rimskega cesarstva, natančneje provinca Tingiška Mavretanija. Do 3. stoletja je Lixus postal skoraj popolnoma krščanski in še danes obstajajo ruševine paleokrščanske cerkve, ki gledajo na arheološko območje.
Lixus je postal kolonija pod Klavdijem I. (50 n. št.) in ohranja rimski amfiteater in forum iz tistega obdobja. Mesto je ohranilo ta status do začetka 5. stoletja. S prihodom Rimljanov je mesto dobilo nove upravne, družbene, verske in gospodarske strukture. V rimskem obdobju je mesto ohranilo svojo trgovsko vitalnost, zahvaljujoč ribištvu in tovarnam soli. Ta gospodarski razvoj je spodbudil pomemben urbanistični in arhitekturni razvoj.
Lixus je med letoma 50 in 150 našega štetja dosegel največji obseg več kot 60 hektarjev in postal največje mesto Tingitane. Po mnenju prvih arheologov se zdi, da je ta razcvet pojenjal od druge polovice 3. stoletja. V 4. stoletju se je aglomeracija zložila vase.

## Izkopavanja
Lixus je bil predmet izkopavanj od leta 1948. To arheološko najdišče je bilo sestavljeno iz kompleksnih četrti z zapletenimi stavbami iz različnih obdobij, katerih študija omogoča preučitev razvoja in kronologije mesta. En primer je območje templjev, največje izkopano območje najdišča (165 m vzhod–zahod in 250 m sever–jug). Po zaslugi izkopavanj, ki jih je med letoma 1999 in 2001 izvajala maroško-francoska ekipa, je bilo mogoče ponovno razmisliti o razvoju »tempeljske četrti«, čeprav izkopane cone predstavljajo le približno 20 % celotne površine najdišča.

## Razvoj "tempeljske četrti"
Na podlagi več referenc lahko evolucijsko shemo te četrti razdelimo na 5 glavnih faz, ki ustrezajo 5 zgodovinskim obdobjem, od katerih vsako zaznamujejo posebne in značilne arhitekturne značilnosti:

### Feničansko obdobje (8.-prva polovica stoletja do 7. stol. pr. n. št.)
Prve feničanske strukture sektorja ustrezajo dvema strukturama A in L:
- Stavba A, usmerjena v smeri vzhod–zahod, ki je bila izbrisana s poznejšimi gradnjami, ohranja le nekaj delov pravilnega obzidja iz štirikotnih kamnov in megalitskih blokov. Izkopavanja, ki so potekala v neposredni bližini, so razkrila sočasno arheološko gradivo iz feničanskega obdobja (8.-prva polovica 7. stoletja pr. n. št.).
- Ostanki strukture L so pravokotne oblike; odkriti so bili leta 2000 pod stavbo K. Ustrezni artefakti, vključno z veliko količino modelirane keramike, povezane z rdečo keramiko, prav tako pripadajo feničanskemu obdobju.

Na severu so raziskovalci našli stavbo v obliki črke L iz obdobja pred Avgustom, to je kriptoportik (dolg 40 m, širok 6 m) s središčno osjo s stebri podpira zgornjo ploščad. Ti ostanki so lahko stavba trga ali veliko svetišče s templjem v središču. V pritličju so ostanki shrambe in s traktom zaprt prostor z vrtom. Verjetno je bilo to svetišče feničanskega izvora. Na jugozahodu četrti, pod dvoriščem »prizidkov« stavbe F, je arheološka raziskava pokazala raven feničanske keramike, za katero je značilna močna prisotnost rdečih ploščic, pitosov in vrčev tipa Cruz de Negro.

### Punsko-mavretansko obdobje (4. stoletje do 3. stoletje pr. n. št.)
Po drugi punski vojni so zahodni Mavretaniji vladali kralji, vloga in pomen ribjih proizvodov iz preliva v mednarodni trgovini pa sta se povečala. Številni odlomki amfor, namenjenih posebej za pakiranje ribjih izdelkov, kažejo, da je mesto večino svojega ulova izvozilo.
Punsko-mavretanska faza je stratigrafsko predstavljena z ostanki pohištva iz 4. do 3. stoletja pr. Stratigrafske plasti pod objektom G vsebujejo odlomke atiške keramike in ostankov amfor, ki pričajo o poselitvi tega območja domačinov v tem obdobju. Na zahodu so izkopavanja v stavbi E omogočila pridobitev fragmentov iz druge polovice 1. stoletja pr. n. št.
Jugozahodna stran tako imenovane »tempeljske četrti« je znana kot »Montalbanske dvorane«. Spremembe v notranji postavitvi teh stavb so bile narejene okoli leta 30 pr. n. št. To je vključevalo odpiranje novih oken in vrat z loki v južni steni. To je primer splošne prenove in vzdrževalnih del urbanističnega projekta v kompleksu. Pred 1. stoletjem pr. n. št. je imelo mesto odprt prostor, ki je zajemal do 4000 m², razporejen na treh terasah z dvojno cisterno, kot kaže keramika, najdena v tej fazi.

### Mavretansko obdobje (3. stoletje do 2. stoletje pr. n. št.)
Raziskovalci so ugotovili, da lahko mavretansko fazo razdelimo na dve fazi:
- Faza 1: zanjo je značilen nastanek resnične soseske, ki jo verjetno sestavljajo hiše, cisterna in stavbe K, E, B in C. Ta sklop struktur je bil usmerjen proti vzhodu in zahodu in je bil obdan z ograjenim prostorom. Raziskave, opravljene v teh različnih stavbah, nam omogočajo datacijo te faze v prvo polovico 1. stoletja pr. n. št.
- Faza 2: Videli smo dodatek stavbe, običajno imenovane H, in predtermalne stavbe J, iz časa Avgusta ali Jube II.

Izkopavanja so identificirala dva prostora, E, podolgovata nekaj m2, ki sta na jugovzhodu sektorja. Imata vrata na zahodni strani, ki puščajo prostor za prehod za obzidjem. Pred prostori je preddverje in stopnišče stavbe D. Prostore so gradili postopoma, v več fazah v predavgustovskem obdobju; podpirali bi zgornjo etažo, nato pa so jih vključili v nov zgodnjeavgustovski kompleks.
Mavretansko skladišče je bilo najdeno na zahodni meji Svetih vrtov, nove stavbe, ki je pokrivala skladišča. Oblikoval je južno pročelje novega monumentalnega območja, imenovanega »Zahodno krilo« (28 m širine in 100 m dolžine).
V vzhodnem delu so raziskovalci našli stavbe, ki bi jih lahko razlagali kot bogoslužne prostore s pravokotnim tlorisom (C, A, D, B). Stavba C (12,7 m × 10,5 m) ima podij v opus quadratum in skoraj kvadratno celico z dvojnimi vrati, stavba D ima nadstropja v opus signinum z marmorjem. Njuna lokacija v zgornjem delu mestnega območja in z odprtim prostorom pred njimi podpira domnevo, da sta bila templja brez večjih stavb, postavljenih za njimi.
Stavbe F, G in H so bile strukture s portiki in apsidami da je bilo gibanje med njimi tekoče zaradi različnih vrat. Verski objekti na vzhodu najdišča so bili verjetno templji in so ostali v uporabi tudi po avgustovski prenovi četrti.
Pod portikom stavbe F je cisterna (9,5 m dolga in 3 m globoka), ki je nastala po priključitvi Mavretanije leta 43 našega štetja. Morda je bila povezana s kanalom, ki je nekoliko južneje.
Dejansko je območje s svetiščem, vrtovi in nekaterimi skladišči, ki je bilo zgrajeno v mavretanski fazi, je zamenjala palača Jube II. Mavretanskega, in pokriva 7000 m2. Ta rezidenca je bila večja od Gordianusove palače v Volubilisu, ki je obsegala le 4554 m2.
'Palača Juba II.' je bila na zgornjem pobočju južne strani hriba «Choumich», in je v celoti izkoristila panoramske možnosti svojega položaja, uporabila je arhitekturne elemente, kot so npr. apside ali polkrožne portike, v kombinaciji z velikimi okni in trokrilnimi vrati. Prikazuje čudovito uporabo dvoumnosti med pokritimi prostori (dvoranami in eksedrami), portiki, vrtovi in pokrajino.
Palača v Lixusu ima nekaj posebnosti: projektant je razširil prostore, namenjene strankam. Dvorišče s podstavki je enakovredno vratom v običajni tablinum, dvorana v kompleksu G pa je prevelik Oekus in je bila nekakšna galerija za razstavljanje kipov.
Na podlagi te razlage bi bila stavba F, ki je stala sredi vrta in obdana s portiki, glavni triklinij Lixove palače. Ta veliki triklinij bi bil prizorišče pomembnih uradnih dogodkov, kot Oecus Cyzicenus za pojedine ob uživanju v pokrajini.

### Rimsko obdobje (40 ِ AD do začetka 5. stoletja n. št.)
V nedavnih izkopavanjih so raziskovalci odkrili obstoj nivojev, ki bi jih lahko pripisali poznim rimskim obdobjem in jasno je, da je tako imenovana tempeljska četrt utrpela veliko uničenje, ki ga je mogoče pripisati Aedemonovemu uporu. Po tem kritičnem obdobju, ki ga je mogoče datirati med 40 in 50 našega štetja, je bila palača popravljena.
Ta rimska faza ustreza tudi opazni spremembi urbane krajine. V severnem delu »tempeljske četrti« so bile strukture, ki zavzemajo prostor med eksedro H in stavbo G. Dvoranski kompleks je bil interpretiran kot začetek korintskega atrija s šestimi pilastri. Ob severni steni atrija je bil zgrajen kopališki kompleks, ki verjetno pripada flavijskemu obdobju. V nadaljevanju proti severu ima vrsta štirih kabin (največja meri 4*7 m), med seboj povezanih, velika vrata, ki se odpirajo na peristil v obliki črke U, okrašen s stebri z jonskimi kapiteli in se odpirajo skozi vrata na galerijo kriptoportika. Glavno nadstropje zahodnega trakta je vsebovalo sobo s petimi vrati, ki so vodila v peristil, ki je obdajal stavbo F. Prva vodijo v južni del peristila, druga vodijo v sobo s strešnim oknom v stropu za osvetlitev nad glavo, tretja in četrta vrata so povezovala enega od kubikulov s stavbo F. Končno so peta vrata povezovala peristil G v obliki črke U z velikim peristilom F preko kratkega prehoda.
Kompleksi F, G in H so bili zgrajeni istočasno. Stavba H je bila ob odkritju prepoznana kot tempelj, obdajala je notranji vrt z okrasnimi elementi. Stavba F je bila velik tempelj. Tega mnenja so bili tudi kasnejši avtorji.
Poleg omenjenih prostorov je bil velik Oecus, ki je bil najpomembnejši prostor v celotnem zahodnem prostoru. Bila je ogromna dvorana v obliki črke T (14 m) dolga, 12 m široka), ki je mejila na prefinjeno dvorano, okrašeno z nadstreški, ki so počivali na 7 majhnih valjastih stebrih. Raziskovalci so našli tudi pravokoten korintski atrij z dvema vrstama podstavkov M, ki je služil kot predprostor pravokotnega okrašenega dvorišča in se nadaljeval do vhoda v vzhodni steni, kjer so velika vrata vodila v veliko dvorano G, ki je označevala severni konec zahodnega trakta.

### Srednjeveško obdobje (od 12. do 14. stoletja)
Ruševine na hribu Lixus prikazujejo pravokotno versko stavbo, hamam, in mogočen vodnjak na njegovem bregu. Kartografija ne poudarja obstoja kakšnega stolpa ali strateške naprave v kraju. V 1. stoletju našega štetja so »tempeljsko četrt« krasile javne stavbe, vključno s termalnimi kopališči, gospodarskimi poslopji in stavbami z nedoločeno funkcijo.
Četrt je postala severni del mesta, ki se je po umiku rimske uprave na jugu province in preselitvi Rimljanov na severno mejo reke Loukkos, razširil do tovarn soli.
Vrsta majhnih templjev (C, A, D in B), obrnjenih proti vzhodu, je preživela do zadnjih dni starodavnega Lixusa, za seboj pa je imela veliko odprto območje, ki se je razširilo do konca zahodnega obzidja mesta. Prostor je na zahodu omejeval niz prostorov z nekaterimi notranjimi predeli, ki so bili zgrajeni na že obstoječem obzidju iz 8. do 7. stoletja. Tlaki opus signinum in podij opus quadratum so bili zgrajeni v začetku 2. stoletja.
Raziskovalci domnevajo prisotnost arkad in pergol, ki so krasile terasaste vrtove, kar vodi do hipoteze, da je bilo celotno območje veliko urbano svetišče, vključno z različnimi stavbami, postavljenimi na različnih nivojih: nekaj skladiščnih stavb, tempelj, obdan z kriptoportikom in razmeroma velika cisterna.
Mesto Lixus je bilo v 14. stoletju urbano središče, ki je bilo bolj gosto naseljeno kot sosednje vasi, kot je Larache, in je zagotovo ostalo naseljeno tudi po arabsko-islamskem osvajanju, ki nosi ime Tochoummis. Iz tega obdobja so ohranjene ruševine hiš in mošeje, zgrajene v obdobju Almohadov ali Marinidov. Očitno je bil Lixus zapuščen, ko je bilo mesto Larache utrjeno.
Ministrstvo za kulturo in komunikacije je v okviru izvajanja visokih kraljevih smernic, katerih cilj je rehabilitacija nacionalne kulturne dediščine, sprožilo obsežen program obnove in rehabilitacije zgodovinskih krajev na državnem ozemlju Maroka, ki vključuje arheološko najdišče Lixus s poudarjanje značilnosti mesta in promocija destinacije na regionalnem, nacionalnem in mednarodnem turističnem zemljevidu, da bi prispevali k lokalnemu gospodarskemu in družbenemu razvoju. Leta 2019 je ministrstvo porabilo 11,8 milijona dirhamov za nov center za obiskovalce in druge nove turistične objekte, 15 milijonov dirhamov za program obnove, 6,75 milijona dirhamov za obnovo in vzdrževanje mesta, 4,6 milijona dirhamov za izboljšanje okoliške infrastrukture mesta, in 2,2 milijona dirhamov za arheološke raziskave in usposabljanje.